# Bogurodzica

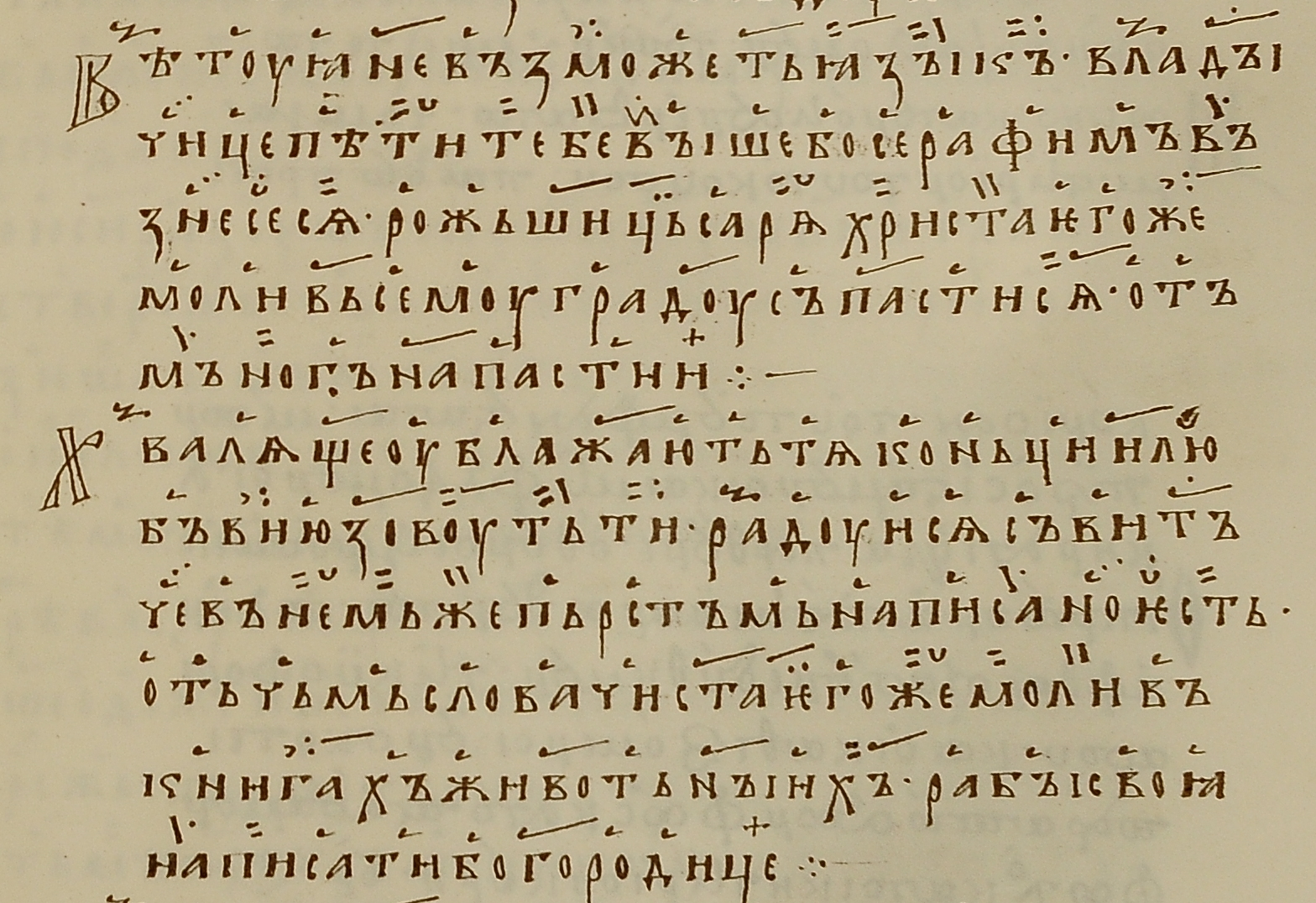
Manuscrito do hino (1100)

Bogurodzica (A mãe de Deus) é o mais velho hino religioso polaco, composto no século X. A origem da música não é clara. 
Os cavaleiros polacos cantaram este hino após a Batalha de Grunwald e durante a batalha com o exército otomano em Varna em 1444.

## Citações na música moderna
Andrzej Panufnik - Sinfonia sacra (1963)
Wojciech Kilar - Bogurodzica para coro e orquestra (1975)
Krzysztof Meyer - Simfonia No. 6 "Polaca" (1982)